# Georg Friedrich Pohl
Georg Friedrich Pohl (* 24. Februar 1788 in Stettin; † 10. Juni 1849 in Breslau) war ein deutscher Naturwissenschaftler und Naturphilosoph.

## Werdegang
Georg Friedrich Pohl studierte von 1805 bis 1808 an der Friedrichs-Universität Halle und der Brandenburgischen Universität Frankfurt Theologie – von der er eine gesicherte Lebensstellung erwartete – und Philosophie, Mathematik und Naturwissenschaften. Von Henrich Steffens ganz für die Naturphilosophie gewonnen, trat er 1809 in das Gymnasiallehrer-Seminar in Stettin ein. Schon im nächsten Jahr wurde er Lehrer am dortigen Vereinigten Gymnasium. 1813 wollte er sich an den Befreiungskriegen beteiligen, was aber durch eine Augenkrankheit verhindert wurde. Er begann in Berlin als Hilfslehrer am Friedrichwerderschen Gymnasium und an der Plamannschen Erziehungsanstalt.
1820 wurde Pohl Gymnasialprofessor für Mathematik und Physik am Friedrich-Wilhelms-Gymnasium (Berlin). Er nutzte die Zeit, um bei Georg Wilhelm Friedrich Hegel Philosophie und bei Christian Samuel Weiss Mineralogie zu hören. Von 1829 bis 1832 war er zusätzlich a.o. Professor an der Friedrich-Wilhelms-Universität. In dieser Zeit machte er seine ersten wichtigen Arbeiten zum Elektromagnetismus, worauf die Friedrich-Alexander-Universität Erlangen ihn 1826 den Dr. phil. h. c. verlieh. 1832 wurde er o. Professor für Physik an der Schlesischen Friedrich-Wilhelms-Universität, deren Rektor er 1844/45 war. Im Jahr 1843 wurde er zum Mitglied der Leopoldina gewählt. Seine Tochter, Maria Pohl (1816–1882), konvertierte unter Einfluss von Heinrich Förster 1844 vom evangelischen zum katholischen Glauben, wurde Nonne und war von 1865 bis zu ihrem Tod Dominikanerin im Kloster von Lienz. 1849 starb Georg Friedrich Pohl mit 61 Jahren an der Cholera.

## Wirken
Pohl war mehr der Naturphilosophie und der philosophischen Spekulation als der Physik zugewandt. Für ihn waren „Elektricität und Magnetismus nichts anderes als modificirte, polare Thätigkeitsformen des Chemismus“. Daher interessierte ihn mehr die Elektrochemie als der Elektromagnetismus. Dennoch stellte er 1823 einen elektromagnetischen Rotationsapparat vor, der zum Nachweis der erdmagnetischen Ströme dienen sollte. 1825 erfand er das Gyrotrop. 1828 führte er den ersten Elektromagneten in Deutschland vor, der eine Tragkraft von etwa 5 kg besaß. 1835 stellte er einen der ersten Induktionsapparate her. Daneben war er ein scharfer Gegner der Newtonschen Mechanik; z. B. lehnte er das Trägheitsgesetz ab und schrieb stattdessen den materiellen Körpern eine innere Kraft der Fortbewegung zu. Auch wollte er das Newtonsche Gravitationsgesetz durch ein zum Elektromagnetismus analoges Grundgesetz ersetzen, demzufolge es im Sonnensystem keine anderen Bahnen als elliptische mehr geben könnte.

## Schriften
- Grundlegung der drei Keppler’schen Gesetze. Besonders durch Zurückführung des dritten Gesetzes auf ein neu entdecktes weit allgemeineres Grundgesetz der kosmischen Bewegungen, welches an die Stelle des Newtonischen Gravitationsgesetzes tritt. Aderholtz, Breslau 1845 (Digitalisat)